# والتر بایرون
والتر بایرون (انگلیسی: Walter Byron; ۲ سپتامبر ۱۸۹۴ – ۲۲ دسامبر ۱۹۷۱) بازیکن هاکی روی یخ اهل کانادا بود.